# Gorilas de Juanacatlán
El Club Gorilas de Juanacatlán es un equipo de fútbol profesional que participa en la Serie B de México. Fundado en 2016, tiene su sede en el municipio de Juanacatlán, Jalisco.

## Historia
El club fue fundado en 2016 luego de un convenio entre el empresario local Carlos Sánchez Loza y el ex futbolista Daniel Osorno, desde su primera temporada el equipo fue inscrito en la Liga TDP, última categoría del sistema de ligas profesionales del fútbol mexicano.
Desde sus inicios el equipo tuvo unas buenas actuaciones en la categoría, logrando llegar a la liguilla en varias ocasiones, sin embargo, fue hasta la temporada 2024-25 cuando el club gorila pudo conseguir su ascenso a la Liga Premier de México, esto luego de derrotar al Deportivo Zamora en la semifinal regional. En la final regional, los Gorilas fueron derrotados por el club Guerreros de Autlán, por lo que el equipo juanacatlense tuvo que conformarse con el ascenso a la Serie B de México, categoría secundaria de la Liga Premier en la que compiten los equipos considerados como en desarrollo. El 31 de julio se confirmó la participación de los Gorilas en esa categoría.

## Estadio
Los Gorilas de Juanacatlán disputan sus partidos como local en el Club Juanacatlán, un campo de fútbol ubicado en Juanacatlán, Jalisco, el estadio tiene una capacidad para albergar a 1000 espectadores.

## Temporadas
| Temporada  | División           | Posición                       |
| ---------- | ------------------ | ------------------------------ |
| 2016/2017  | 5.Tercera División | 11.º Grupo XI                  |
| 2017/2018  | 5.Tercera División | 7.º Grupo XI (Fase 1)          |
| 2018/2019  | 5.Tercera División | 3.º Grupo X (Dieciseisavos)    |
| 2019/2020¹ | 5.Tercera División | 2.º Grupo X                    |
| 2020/2021  | 5.Tercera División | 2.º Grupo X (Cuartos)          |
| 2021/2022  | 5.Tercera División | 2.º Grupo XII (Semifinales)    |
| 2022/2023  | 5.Tercera División | 6.º Grupo XIII                 |
| 2023/2024  | 5.Tercera División | 1.º Grupo XIII (Cuartos)       |
| 2024/2025  | 5.Tercera División | 1.º Grupo XIII (Final de zona) |

1: Torneo suspendido por pandemia de COVID-19, sin embargo la liga consideró los registros como oficiales y quedaron guardados en las estadísticas.